# موسیقی عامه‌پسند
موسیقی عامه‌پسند (به انگلیسی: Popular music) به‌عنوان یک سبک خواندن جزو سه سبک موسیقی اصلی است که معمولاً در مقابل سبک‌های موسیقی کلاسیک و فولک (محلی) قرار می‌گیرد. مشخصه اصلی این سبک این است که از دل مردم عامی برخاسته و امروزی است. موسیقی عامه‌پسند ژانرهای مختلفی را در برمی‌گیرد و نباید آن را با ژانر پاپ یکسان گرفت.

## تاریخچه
پاپ در غرب از دهه ۵۰ میلادی، به معنای موسیقی عامه‌پسند سبک‌های پیوسته در حال تغییر است که از موسیقی الکترونیکی تقویت شده تا راک اند رول را در بر می‌گیرد.
سبک‌های موسیقی پاپ تا اوایل سده بیستم میلادی از اروپا به آمریکا می‌رفت سپس، اشکال آمریکایی نظیر رگ تایم و کمدی موسیقایی شنوندگانی در انگلستان یافت. از آن به بعد موسیقی مردمی غربی بیشتر تحت سلطه آمریکا بوده‌است. شمار مخاطبان موسیقی مردمی در نیمه اول سده بیستم تا حدی سبب رشد فناوری به شکل قابل توجهی شد.
جاز تنها دوره محبوبیت توده‌ای خود را در اواخر دهه ۳۰ و در دهه ۴۰ توسط دسته‌های بزرگ و آوازخوان‌هایی مانند فرانک سیناترا تجربه کرد. در این میان بلوز نیز متحول شد. آواز خوان‌های سیاه‌پوست به دنبال کار از جنوب به شمال و شهرهای صنعتی مهاجرت کردند و بلوز روستایی به سبک بلوز شهری که خشن تر بود و بیشتر از عبارت پردازی‌های آوازی استفاده می‌کرد، دگرگون شد. دسته‌های بلوزی که در دهه ۴۰ در شیکاگو به وجود آمدند از گیتارهای الکترونیکی تقویت شده که اغلب با گیتار بیس و درام الکتریکی حمایت می‌شد استفاده می‌کردند. این سازها بعدها از طرف دسته‌های راک اند رول نیز به کار برده شد.
در دهه ۵۰، مهاجرت سیاه پوستان آمریکایی به شهرهای شمالی به پیدایش اشکال و سبک‌های آوازی بلوز ترکیبی انجامید.
راک اند رول در دهه ۵۰ با الویس پریسلی و شخصیتهای دیگر ظهور کرد و به صورت آمیخته‌ای از ریتم و بلوز سیاه پوستان با موسیقی کانتری و آهنگ عاطفی و فیض بخش پدیدار شد.
در دهه ۶۰ اشکال پیچیده‌تر راک اند رول به موسیقی راک معروف شد که عناصر بنیادین آن عبارت‌اند از:یک یا چند آوازخوان، تعدادی گیتار شدیداً تقویت شده (شامل باس، ریتم ولید) و درامر.
راک انگلیسی نخستین بار در دهه ۶۰ به دست بیتلز و رولینگ استونز و دیگر گروه‌های ۴ یا ۵ نفره بنیان گذاشته شد.
بیتلز با توانایی‌ها و رشد قابل توجه موسیقایی خود توانستند موسیقی مردمی را به رشته بازی از خلاقیت اصیل تبدیل کنند. در عین‌حال باب دیلن و دیگر مجریان آمریکایی مشغول رشد بخشیدن به موسیقی راک بودند.
در اواسط دهه ۶۰ موسیقیدانان جوان به کاوش توانایی راک برای برخورد با مضامین اجتماعی و سیاسی پرداختند. آوازخوان‌های قدرتمند مانند جنیس جاپلین و گیتاریستهایی مانند جیمی هندریکس در مضامین سنتی و ریتم و بلوز، انقلابی به پا کردند.
در اواخر دهه ۶۰ و در اوایل ۷۰ ازدیاد دسته‌های آمریکایی و انگلیسی به اوج خود رسید. تاریخ موسیقی مردمی در دهه ۷۰ و ۸۰ و ۹۰ میلادی در اصل همان تاریخ موسیقی راک است که با سبک‌های دیگر آن از جمله موسیقی پانک، رپ، متال، دیسکو و… در سراسر جهان گسترش یافت و معیار موسیقی جوانان در بسیاری از کشورها شد.

## زیر سبکهای موسیقی عامه‌پسند
- پیشرو (هنر)
- بلوز
- کیجن‌ها
- Celtic
- کمدی
- کانتری
- Easy Listening
- الکترونیک
- فولک
- انجیل
- جاز
- لاتین
- معنویت عصر جدید
- ریتم اند بلوز
- رپ
- رگی
- راک
- موسیقی فیلم
- صدای انسان
- جهان